# Radulf Beuleke
Radulf Werner Beuleke (* 1946 in Schleptrup, Landkreis Bersenbrück (heute zu Bramsche)) ist ein deutscher Pädagoge und Theaterintendant.

## Werdegang
Im Anschluss an das Abitur absolvierte Beuleke ein Lehramtsstudium und nahm 1969 an der Heilig-Geist-Schule in Osnabrück seine Lehrtätigkeit auf. Nach einem Aufbaustudium unterrichtete er von 1973 bis zu seiner Pensionierung im Juli 2009 am Gymnasium Carolinum in Osnabrück Deutsch, Englisch und Theater.
1977 begann er bei den Freilichtspielen Tecklenburg als Chorsänger. Später wurde er Chorsprecher und Mitglied im Vorstand des Trägervereins. 1992 übernahm er den Vereinsvorsitz und wurde ehrenamtlicher Intendant des Musiktheaters. Unter seiner Leitung entwickelte sich die Bühne künstlerisch und organisatorisch weiter. Bühne und Zuschauerraum wurden neu konzipiert und die Theaterarbeit professionalisiert. Als künstlerischer Leiter forcierte er Mitte der 1990er Jahre in der Programmgestaltung den Wechsel von Sprechtheater und Operette hin zu Musicalproduktionen. Seit 1987 schrieb er für alle Kindermusicals, die bei den Freilichtspielen Tecklenburg aufgeführt wurden, die Textfassung.
Die Bühne gewann viermal den Da Capo-Award für die beste Short-Term-Produktion eines Musicals im deutschsprachigen Raum: 2006 für Les Miserables, 2008 für Mozart, 2009 für Aida und 2010 für 3 Musketiere. Mit jährlich rund 100.000 Zuschauern ist sie das größte Freilichtmusiktheater in Deutschland.
Von 1984 bis 1992 war Beuleke Vorsitzender des Bürgerschützenvereins Tecklenburg von 1786. Von 1992 an vertrat er zudem als Mitglied und von 1996 bis 2006 als Vorsitzender des Personalrats am Gymnasium Carolinum in Osnabrück die Belange seiner Kollegen.

## Ehrungen
Am 23. November 2009 wurde ihm für Verdienste um die westfälische Kulturlandschaft das Verdienstkreuz am Bande der Bundesrepublik Deutschland verliehen.